# WTA Tour 2011
El Sony Ericsson WTA Tour 2011 és el circuit de tennis professional femení de l'any 2011 organitzat per la WTA. La temporada inclou un total de 57 tornejos dividits en Grand Slams (organitzats per la ITF), tornejos WTA Premier, tornejos WTA International, el Commonwealth Bank Tournament of Champions i el Sony Ericsson Championships. Els tornejos es disputen entre el 3 de gener i el 6 de novembre de 2011.

## Calendari
Taula amb el calendari complet dels torneigs que pertanyen a la temporada 2011 de la WTA Tour. També s'inclouen les vencedores i les finalistes dels quadres individuals i dobles de cada torneig.
| Grand Slam               |
| Year-end championships   |
| WTA Premier              |
| WTA International        |
| Esdeveniments per equips |

| Data d'inici   | Torneig                        | Superfície            | Guanyadora/es                                        | Finalista/es                                    |
| -------------- | ------------------------------ | --------------------- | ---------------------------------------------------- | ----------------------------------------------- |
| 3 de gener     | Copa Hopman                    | Dura                  | Estats Units                                         | Bèlgica                                         |
| 3 de gener     | Brisbane                       | Dura                  | Petra Kvitová                                        | Andrea Petkovic                                 |
| 3 de gener     | Brisbane                       | Dura                  | Alissa Kleibànova / Anastassia Pavliutxénkova        | Klaudia Jans / Alicja Rosolska                  |
| 3 de gener     | Auckland                       | Dura                  | Gréta Arn                                            | Yanina Wickmayer                                |
| 3 de gener     | Auckland                       | Dura                  | Květa Peschke / Katarina Srebotnik                   | Sofia Arvidsson / Marina Erakovic               |
| 10 de gener    | Sydney                         | Dura                  | Li Na                                                | Kim Clijsters                                   |
| 10 de gener    | Sydney                         | Dura                  | Iveta Benešová / B. Záhlavová-Strýcová               | Květa Peschke / Katarina Srebotnik              |
| 10 de gener    | Hobart                         | Dura                  | Jarmila Groth                                        | Bethanie Mattek-Sands                           |
| 10 de gener    | Hobart                         | Dura                  | Sara Errani / Roberta Vinci                          | Katerina Bondarenko / Līga Dekmeijere           |
| 17 de gener    | Open d'Austràlia               | Dura                  | Kim Clijsters                                        | Li Na                                           |
| 17 de gener    | Open d'Austràlia               | Dura                  | Gisela Dulko / Flavia Pennetta                       | Viktória Azàrenka / Maria Kirilenko             |
| 17 de gener    | Open d'Austràlia               | Dura                  | Katarina Srebotnik / Daniel Nestor                   | Yung-Jan Chan / Paul Hanley                     |
| 31 de gener    | Copa Federació (Primera ronda) |                       | Itàlia · Rússia · Txèquia · Bèlgica                  | Austràlia · França · Eslovàquia · Estats Units  |
| 7 de febrer    | París                          | Dura                  | Petra Kvitová                                        | Kim Clijsters                                   |
| 7 de febrer    | París                          | Dura                  | Bethanie Mattek-Sands / Meghann Shaughnessy          | Vera Duixévina / Iekaterina Makàrova            |
| 7 de febrer    | Pattaya                        | Dura                  | Daniela Hantuchová                                   | Sara Errani                                     |
| 7 de febrer    | Pattaya                        | Dura                  | Sara Errani / Roberta Vinci                          | Shengnan Sun / Jie Zheng                        |
| 14 de febrer   | Memphis                        | Dura                  | Magdaléna Rybáriková                                 | Rebecca Marino                                  |
| 14 de febrer   | Memphis                        | Dura                  | Olga Govortsova / Al·la Kudriàvtseva                 | Andrea Hlaváčková / Lucie Hradecká              |
| 14 de febrer   | Dubai                          | Dura                  | Caroline Wozniacki                                   | Svetlana Kuznetsova                             |
| 14 de febrer   | Dubai                          | Dura                  | Liezel Huber / María José Martínez Sánchez           | Květa Peschke / Katarina Srebotnik              |
| 14 de febrer   | Bogotà                         | Terra batuda          | Lourdes Domínguez Lino                               | Mathilde Johansson                              |
| 14 de febrer   | Bogotà                         | Terra batuda          | Edina Gallovits-Hall / Anabel Medina Garrigues       | Sharon Fichman / Laura Pous Tió                 |
| 21 de febrer   | Acapulco                       | Terra batuda          | Gisela Dulko                                         | Arantxa Parra Santonja                          |
| 21 de febrer   | Acapulco                       | Terra batuda          | Maria Korítseva / Ioana Raluca Olaru                 | Lourdes Domínguez Lino / Arantxa Parra Santonja |
| 21 de febrer   | Doha                           | Dura                  | Vera Zvonariova                                      | Caroline Wozniacki                              |
| 21 de febrer   | Doha                           | Dura                  | Květa Peschke / Katarina Srebotnik                   | Liezel Huber / Nàdia Petrova                    |
| 28 de febrer   | Monterrey                      | Dura                  | Anastassia Pavliutxénkova                            | Jelena Janković                                 |
| 28 de febrer   | Monterrey                      | Dura                  | Iveta Benešová / Barbora Záhlavová-Strýcová          | Anna-Lena Grönefeld/ Vania King                 |
| 28 de febrer   | Kuala Lumpur                   | Dura                  | Jelena Dokić                                         | Lucie Šafářová                                  |
| 28 de febrer   | Kuala Lumpur                   | Dura                  | Dinara Safina / Galina Voskobóieva                   | Noppawan Lertcheewakarn / Jessica Moore         |
| 7 de març      | Indian Wells                   | Dura                  | Caroline Wozniacki                                   | Marion Bartoli                                  |
| 7 de març      | Indian Wells                   | Dura                  | Sania Mirza / Ielena Vesninà                         | Bethanie Mattek-Sands / Meghann Shaughnessy     |
| 21 de març     | Miami                          | Dura                  | Viktória Azàrenka                                    | Maria Xaràpova                                  |
| 21 de març     | Miami                          | Dura                  | Daniela Hantuchová / Agnieszka Radwańska             | Liezel Huber / Nàdia Petrova                    |
| 4 d'abril      | Marbella                       | Terra batuda          | Viktória Azàrenka                                    | Irina-Camelia Begu                              |
| 4 d'abril      | Marbella                       | Terra batuda          | Núria Llagostera Vives / Arantxa Parra Santonja      | Sara Errani / Roberta Vinci                     |
| 4 d'abril      | Charleston                     | Terra batuda          | Caroline Wozniacki                                   | Ielena Vesninà                                  |
| 4 d'abril      | Charleston                     | Terra batuda          | Sania Mirza / Ielena Vesninà                         | Bethanie Mattek-Sands / Meghann Shaughnessy     |
| 11 d'abril     | Copa Federació (Semifinals)    |                       | Rússia · Txèquia                                     | Itàlia · Bèlgica                                |
| 18 d'abril     | Fes                            | Terra batuda          | Alberta Brianti                                      | Simona Halep                                    |
| 18 d'abril     | Fes                            | Terra batuda          | Andrea Hlaváčková / Renata Voráčová                  | Nina Bratchikova / Sandra Klemenschits          |
| 18 d'abril     | Stuttgart                      | Terra batuda interior | Julia Görges                                         | Caroline Wozniacki                              |
| 18 d'abril     | Stuttgart                      | Terra batuda interior | Sabine Lisicki / Samantha Stosur                     | Kristina Barrois / Jasmin Wöhr                  |
| 25 d'abril     | Barcelona                      | Terra batuda          | Roberta Vinci                                        | Lucie Hradecká                                  |
| 25 d'abril     | Barcelona                      | Terra batuda          | Iveta Benešová / Barbora Záhlavová-Strýcová          | Natalie Grandin / Vladimíra Uhlířová            |
| 25 d'abril     | Estoril                        | Terra batuda          | Anabel Medina Garrigues                              | Kristina Barrois                                |
| 25 d'abril     | Estoril                        | Terra batuda          | Alissa Kleibànova / Galina Voskobóieva               | Eleni Daniïlidu / Michaëlla Krajicek            |
| 2 de maig      | Madrid                         | Terra batuda          | Petra Kvitová                                        | Viktória Azàrenka                               |
| 2 de maig      | Madrid                         | Terra batuda          | Viktória Azàrenka / Maria Kirilenko                  | Květa Peschke / Katarina Srebotnik              |
| 9 de maig      | Roma                           | Terra batuda          | Maria Xaràpova                                       | Samantha Stosur                                 |
| 9 de maig      | Roma                           | Terra batuda          | Peng Shuai / Zheng Jie                               | Vania King / Iaroslava Xvédova                  |
| 16 de maig     | Brussel·les                    | Terra batuda          | Caroline Wozniacki                                   | Peng Shuai                                      |
| 16 de maig     | Brussel·les                    | Terra batuda          | Andrea Hlaváčková / Galina Voskobóieva               | Klaudia Jans / Alicja Rosolska                  |
| 16 de maig     | Estrasburg                     | Terra batuda          | Andrea Petkovic                                      | Marion Bartoli                                  |
| 16 de maig     | Estrasburg                     | Terra batuda          | Akgul Amanmuradova / Chuang Chia-jung                | Natalie Grandin / Vladimíra Uhlířová            |
| 23 de maig     | Roland Garros                  | Terra batuda          | Li Na                                                | Francesca Schiavone                             |
| 23 de maig     | Roland Garros                  | Terra batuda          | Andrea Hlaváčková / Lucie Hradecká                   | Sania Mirza / Ielena Vesninà                    |
| 23 de maig     | Roland Garros                  | Terra batuda          | Casey Dellacqua / Scott Lipsky                       | Katarina Srebotnik / Nenad Zimonjic             |
| 6 de juny      | Birmingham                     | Gespa                 | Sabine Lisicki                                       | Daniela Hantuchová                              |
| 6 de juny      | Birmingham                     | Gespa                 | Olga Govortsova / Al·la Kudriàvtseva                 | Sara Errani / Roberta Vinci                     |
| 6 de juny      | Copenhaguen                    | Dura interior         | Caroline Wozniacki                                   | Lucie Šafářová                                  |
| 6 de juny      | Copenhaguen                    | Dura interior         | Johanna Larsson / Jasmin Wöhr                        | Kristina Mladenovic / Katarzyna Piter           |
| 13 de juny     | 's-Hertogenbosch               | Gespa                 | Roberta Vinci                                        | Jelena Dokić                                    |
| 13 de juny     | 's-Hertogenbosch               | Gespa                 | Barbora Záhlavová-Strýcová / Klára Zakopalová        | Dominika Cibulková / Flavia Pennetta            |
| 13 de juny     | Eastbourne                     | Gespa                 | Marion Bartoli                                       | Petra Kvitová                                   |
| 13 de juny     | Eastbourne                     | Gespa                 | Květa Peschke / Katarina Srebotnik                   | Liezel Huber / Lisa Raymond                     |
| 20 de juny     | Wimbledon                      | Gespa                 | Petra Kvitová                                        | Maria Xaràpova                                  |
| 20 de juny     | Wimbledon                      | Gespa                 | Květa Peschke / Katarina Srebotnik                   | Sabine Lisicki / Samantha Stosur                |
| 20 de juny     | Wimbledon                      | Gespa                 | Iveta Benešová / Jürgen Melzer                       | Ielena Vesninà / Mahesh Bhupathi                |
| 4 de juliol    | Bastad                         | Terra batuda          | Polona Hercog                                        | Johanna Larsson                                 |
| 4 de juliol    | Bastad                         | Terra batuda          | Lourdes Domínguez Lino / María José Martínez Sánchez | Núria Llagostera Vives / Arantxa Parra Santonja |
| 4 de juliol    | Budapest                       | Terra batuda          | Roberta Vinci                                        | Irina-Camelia Begu                              |
| 4 de juliol    | Budapest                       | Terra batuda          | Anabel Medina Garrigues / Alicja Rosolska            | Natalie Grandin / Vladimíra Uhlířová            |
| 11 de juliol   | Palerm                         | Terra batuda          | Anabel Medina Garrigues                              | Polona Hercog                                   |
| 11 de juliol   | Palerm                         | Terra batuda          | Sara Errani / Roberta Vinci                          | Andrea Hlaváčková / Klára Zakopalová            |
| 11 de juliol   | Bad Gastein                    | Terra batuda          | María José Martínez Sánchez                          | Patricia Mayr-Achleitner                        |
| 11 de juliol   | Bad Gastein                    | Terra batuda          | Lucie Hradecká / Eva Birnerová                       | Jarmila Gajdošová / Julia Görges                |
| 18 de juliol   | Bakú                           | Dura                  | Vera Zvonariova                                      | Ksenia Pervak                                   |
| 18 de juliol   | Bakú                           | Dura                  | Maria Korítseva / Tatsiana Putxak                    | Monica Niculescu / Galina Voskobóieva           |
| 25 de juliol   | Washington D.C.                | Dura                  | Nàdia Petrova                                        | Shahar Pe'er                                    |
| 25 de juliol   | Washington D.C.                | Dura                  | Sania Mirza / Iaroslava Xvédova                      | Olga Govortsova / Al·la Kudriàvtseva            |
| 25 de juliol   | Stanford                       | Dura                  | Serena Williams                                      | Marion Bartoli                                  |
| 25 de juliol   | Stanford                       | Dura                  | Viktória Azàrenka / Maria Kirilenko                  | Liezel Huber / Lisa Raymond                     |
| 1 d'agost      | San Diego                      | Dura                  | Agnieszka Radwańska                                  | Vera Zvonariova                                 |
| 1 d'agost      | San Diego                      | Dura                  | Květa Peschke / Katarina Srebotnik                   | Raquel Kops-Jones / Abigail Spears              |
| 8 d'agost      | Toronto                        | Dura                  | Serena Williams                                      | Samantha Stosur                                 |
| 8 d'agost      | Toronto                        | Dura                  | Liezel Huber / Lisa Raymond                          | Viktória Azàrenka / Maria Kirilenko             |
| 15 d'agost     | Cincinnati                     | Dura                  | Maria Xaràpova                                       | Jelena Janković                                 |
| 15 d'agost     | Cincinnati                     | Dura                  | Vania King / Iaroslava Xvédova                       | Natalie Grandin / Vladimíra Uhlířová            |
| 22 d'agost     | New Haven                      | Dura                  | Caroline Wozniacki                                   | Petra Cetkovská                                 |
| 22 d'agost     | New Haven                      | Dura                  | Chuang Chia-jung / Olga Govortsova                   | Sara Errani / Roberta Vinci                     |
| 22 d'agost     | Dallas                         | Dura                  | Sabine Lisicki                                       | Aravane Rezaï                                   |
| 22 d'agost     | Dallas                         | Dura                  | Alberta Brianti / Sorana Cîrstea                     | Alizé Cornet / Pauline Parmentier               |
| 29 d'agost     | US Open                        | Dura                  | Samantha Stosur                                      | Serena Williams                                 |
| 29 d'agost     | US Open                        | Dura                  | Liezel Huber / Lisa Raymond                          | Vania King / Iaroslava Xvédova                  |
| 29 d'agost     | US Open                        | Dura                  | Melanie Oudin / Jack Sock                            | Gisela Dulko / Eduardo Schwank                  |
| 12 de setembre | Taixkent                       | Dura                  | Ksenia Pervak                                        | Eva Birnerová                                   |
| 12 de setembre | Taixkent                       | Dura                  | Eleni Daniïlidu / Vitalia Diatchenko                 | Liudmila Kitxenok / Nadia Kitxenok              |
| 12 de setembre | Quebec                         | Moqueta interior      | Barbora Záhlavová-Strýcová                           | Marina Erakovic                                 |
| 12 de setembre | Quebec                         | Moqueta interior      | Raquel Kops-Jones / Abigail Spears                   | Jamie Hampton / Anna Tatishvili                 |
| 19 de setembre | Canton                         | Dura                  | Chanelle Scheepers                                   | Magdaléna Rybáriková                            |
| 19 de setembre | Canton                         | Dura                  | Hsieh Su-wei / Zheng Saisai                          | Chan Chin-wei / Han Xinyun                      |
| 19 de setembre | Seül                           | Dura                  | María José Martínez Sánchez                          | Galina Voskobóieva                              |
| 19 de setembre | Seül                           | Dura                  | Natalie Grandin / Vladimíra Uhlířová                 | Vera Duixévina / Galina Voskobóieva             |
| 26 de setembre | Tòquio                         | Dura                  | Agnieszka Radwańska                                  | Vera Zvonariova                                 |
| 26 de setembre | Tòquio                         | Dura                  | Liezel Huber / Lisa Raymond                          | Gisela Dulko / Flavia Pennetta                  |
| 3 d'octubre    | Pequín                         | Dura                  | Agnieszka Radwańska                                  | Andrea Petkovic                                 |
| 3 d'octubre    | Pequín                         | Dura                  | Květa Peschke / Katarina Srebotnik                   | Gisela Dulko / Flavia Pennetta                  |
| 10 d'octubre   | Osaka                          | Dura                  | Marion Bartoli                                       | Samantha Stosur                                 |
| 10 d'octubre   | Osaka                          | Dura                  | Kimiko Date Krumm / Zhang Shuai                      | Vania King / Iaroslava Xvédova                  |
| 10 d'octubre   | Linz                           | Dura interior         | Petra Kvitová                                        | Dominika Cibulková                              |
| 10 d'octubre   | Linz                           | Dura interior         | Marina Erakovic / Ielena Vesninà                     | Julia Görges / Anna-Lena Grönefeld              |
| 17 d'octubre   | Luxemburg                      | Dura interior         | Viktória Azàrenka                                    | Monica Niculescu                                |
| 17 d'octubre   | Luxemburg                      | Dura interior         | Iveta Benešová / Barbora Záhlavová-Strýcová          | Lucie Hradecká / Iekaterina Makàrova            |
| 17 d'octubre   | Moscou                         | Dura interior         | Dominika Cibulková                                   | Kaia Kanepi                                     |
| 17 d'octubre   | Moscou                         | Dura interior         | Vania King / Iaroslava Xvédova                       | Anastassia Rodiónova / Galina Voskobóieva       |
| 24 d'octubre   | Istanbul                       | Dura interior         | Petra Kvitová                                        | Viktória Azàrenka                               |
| 24 d'octubre   | Istanbul                       | Dura interior         | Liezel Huber / Lisa Raymond                          | Kveta Peschke / Katarina Srebotnik              |
| 31 d'octubre   | Copa Federació (Final)         |                       | Txèquia                                              | Rússia                                          |
| 31 d'octubre   | Bali                           | Dura interior         | Ana Ivanović                                         | Anabel Medina Garrigues                         |

## Estadístiques
La següent taula mostra el nombre de títols aconseguits de forma individual (I), dobles (D) i dobles mixtes (X) aconseguits per cada tennista i també per països durant la temporada 2011. Els tornejos estan classificats segons la seva categoria dins el calendari WTA Tour 2011: Grand Slams, Year-end championships, WTA Premier Tournaments i WTA International Tournaments. L'ordre de les jugadores s'ha establert a partir del nombre total de títols i després segons la quantitat de títols de cada categoria de tornejos.

### Títols per tennista
| Títols | Tennista                    | Grand Slams | Grand Slams | Grand Slams | Year-end championships | Year-end championships | Premier Tournaments | Premier Tournaments | International Tournaments | International Tournaments | Resum | Resum | Resum |
| Títols | Tennista                    | I           | D           | X           | I                      | D                      | I                   | D                   | I                         | D                         | I     | D     | X     |
| ------ | --------------------------- | ----------- | ----------- | ----------- | ---------------------- | ---------------------- | ------------------- | ------------------- | ------------------------- | ------------------------- | ----- | ----- | ----- |
| 7      | Katarina Srebotnik          |             | ●           | ●           |                        |                        |                     | ●                   |                           | ●                         | 0     | 6     | 1     |
| 6      | Petra Kvitová               | ●           |             |             | ●                      |                        | ●                   |                     | ●                         |                           | 6     | 0     | 0     |
| 6      | Květa Peschke               |             | ●           |             |                        |                        |                     | ●                   |                           | ●                         | 0     | 6     | 0     |
| 6      | Caroline Wozniacki          |             |             |             |                        |                        | ●                   |                     | ●                         |                           | 6     | 0     | 0     |
| 6      | Barbora Záhlavová-Strýcová  |             |             |             |                        |                        |                     | ●                   | ●                         | ●                         | 1     | 5     | 0     |
| 6      | Roberta Vinci               |             |             |             |                        |                        |                     |                     | ●                         | ●                         | 3     | 3     | 0     |
| 5      | Liezel Huber                |             | ●           |             |                        | ●                      |                     | ●                   |                           |                           | 0     | 5     | 0     |
| 5      | Iveta Benešová              |             |             | ●           |                        |                        |                     | ●                   |                           | ●                         | 0     | 4     | 1     |
| 5      | Viktória Azàrenka           |             |             |             |                        |                        | ●                   | ●                   | ●                         |                           | 3     | 2     | 0     |
| 4      | Lisa Raymond                |             | ●           |             |                        | ●                      |                     | ●                   |                           |                           | 0     | 4     | 0     |
| 4      | Agnieszka Radwańska         |             |             |             |                        |                        | ●                   | ●                   |                           |                           | 3     | 1     | 0     |
| 4      | María José Martínez Sánchez |             |             |             |                        |                        |                     | ●                   | ●                         | ●                         | 2     | 2     | 0     |
| 4      | Anabel Medina Garrigues     |             |             |             |                        |                        |                     |                     | ●                         | ●                         | 2     | 2     | 0     |
| 3      | Andrea Hlaváčková           |             | ●           |             |                        |                        |                     | ●                   |                           | ●                         | 0     | 3     | 0     |
| 3      | Sania Mirza                 |             |             |             |                        |                        |                     | ●                   |                           | ●                         | 0     | 3     | 0     |
| 3      | Iaroslava Xvédova           |             |             |             |                        |                        |                     | ●                   |                           | ●                         | 0     | 3     | 0     |
| 3      | Ielena Vesninà              |             |             |             |                        |                        |                     | ●                   |                           | ●                         | 0     | 3     | 0     |
| 3      | Sabine Lisicki              |             |             |             |                        |                        |                     | ●                   | ●                         |                           | 2     | 1     | 0     |
| 3      | Olga Govortsova             |             |             |             |                        |                        |                     | ●                   |                           | ●                         | 0     | 3     | 0     |
| 3      | Galina Voskobóieva          |             |             |             |                        |                        |                     | ●                   |                           | ●                         | 0     | 3     | 0     |
| 3      | Sara Errani                 |             |             |             |                        |                        |                     |                     |                           | ●                         | 0     | 3     | 0     |
| 2      | Li Na                       | ●           |             |             |                        |                        | ●                   |                     |                           |                           | 2     | 0     | 0     |
| 2      | Samantha Stosur             | ●           |             |             |                        |                        |                     | ●                   |                           |                           | 1     | 1     | 0     |
| 2      | Gisela Dulko                |             | ●           |             |                        |                        |                     |                     | ●                         |                           | 1     | 1     | 0     |
| 2      | Lucie Hradecká              |             | ●           |             |                        |                        |                     |                     |                           | ●                         | 0     | 2     | 0     |
| 2      | Serena Williams             |             |             |             |                        |                        | ●                   |                     |                           |                           | 2     | 0     | 0     |
| 2      | Maria Xaràpova              |             |             |             |                        |                        | ●                   |                     |                           |                           | 2     | 0     | 0     |
| 2      | Vania King                  |             |             |             |                        |                        |                     | ●                   |                           |                           | 0     | 2     | 0     |
| 2      | Maria Kirilenko             |             |             |             |                        |                        |                     | ●                   |                           |                           | 0     | 2     | 0     |
| 2      | Marion Bartoli              |             |             |             |                        |                        | ●                   |                     | ●                         |                           | 2     | 0     | 0     |
| 2      | Vera Zvonariova             |             |             |             |                        |                        | ●                   |                     | ●                         |                           | 2     | 0     | 0     |
| 2      | Daniela Hantuchová          |             |             |             |                        |                        |                     | ●                   | ●                         |                           | 1     | 1     | 0     |
| 2      | Chuang Chia-jung            |             |             |             |                        |                        |                     | ●                   |                           | ●                         | 0     | 2     | 0     |
| 2      | Alberta Brianti             |             |             |             |                        |                        |                     |                     | ●                         | ●                         | 1     | 1     | 0     |
| 2      | Lourdes Domínguez Lino      |             |             |             |                        |                        |                     |                     | ●                         | ●                         | 1     | 1     | 0     |
| 2      | Anastassia Pavliutxénkova   |             |             |             |                        |                        |                     |                     | ●                         | ●                         | 1     | 1     | 0     |
| 2      | Alissa Kleibànova           |             |             |             |                        |                        |                     |                     |                           | ●                         | 0     | 2     | 0     |
| 2      | Maria Korítseva             |             |             |             |                        |                        |                     |                     |                           | ●                         | 0     | 2     | 0     |
| 2      | Al·la Kudriàvtseva          |             |             |             |                        |                        |                     |                     |                           | ●                         | 0     | 2     | 0     |
| 1      | Kim Clijsters               | ●           |             |             |                        |                        |                     |                     |                           |                           | 1     | 0     | 0     |
| 1      | Flavia Pennetta             |             | ●           |             |                        |                        |                     |                     |                           |                           | 0     | 1     | 0     |
| 1      | Casey Dellacqua             |             |             | ●           |                        |                        |                     |                     |                           |                           | 0     | 0     | 1     |
| 1      | Melanie Oudin               |             |             | ●           |                        |                        |                     |                     |                           |                           | 0     | 0     | 1     |
| 1      | Ana Ivanović                |             |             |             | ●                      |                        |                     |                     |                           |                           | 1     | 0     | 0     |
| 1      | Dominika Cibulková          |             |             |             |                        |                        | ●                   |                     |                           |                           | 1     | 0     | 0     |
| 1      | Julia Görges                |             |             |             |                        |                        | ●                   |                     |                           |                           | 1     | 0     | 0     |
| 1      | Bethanie Mattek-Sands       |             |             |             |                        |                        |                     | ●                   |                           |                           | 0     | 1     | 0     |
| 1      | Shuai Peng                  |             |             |             |                        |                        |                     | ●                   |                           |                           | 0     | 1     | 0     |
| 1      | Meghann Shaughnessy         |             |             |             |                        |                        |                     | ●                   |                           |                           | 0     | 1     | 0     |
| 1      | Jie Zheng                   |             |             |             |                        |                        |                     | ●                   |                           |                           | 0     | 1     | 0     |
| 1      | Gréta Arn                   |             |             |             |                        |                        |                     |                     | ●                         |                           | 1     | 0     | 0     |
| 1      | Jelena Dokić                |             |             |             |                        |                        |                     |                     | ●                         |                           | 1     | 0     | 0     |
| 1      | Jarmila Groth               |             |             |             |                        |                        |                     |                     | ●                         |                           | 1     | 0     | 0     |
| 1      | Polona Hercog               |             |             |             |                        |                        |                     |                     | ●                         |                           | 1     | 0     | 0     |
| 1      | Ksenia Pervak               |             |             |             |                        |                        |                     |                     | ●                         |                           | 1     | 0     | 0     |
| 1      | Andrea Petkovic             |             |             |             |                        |                        |                     |                     | ●                         |                           | 1     | 0     | 0     |
| 1      | Nàdia Petrova               |             |             |             |                        |                        |                     |                     | ●                         |                           | 1     | 0     | 0     |
| 1      | Magdaléna Rybáriková        |             |             |             |                        |                        |                     |                     | ●                         |                           | 1     | 0     | 0     |
| 1      | Chanelle Scheepers          |             |             |             |                        |                        |                     |                     | ●                         |                           | 1     | 0     | 0     |
| 1      | Akgul Amanmuradova          |             |             |             |                        |                        |                     |                     |                           | ●                         | 0     | 1     | 0     |
| 1      | Eva Birnerová               |             |             |             |                        |                        |                     |                     |                           | ●                         | 0     | 1     | 0     |
| 1      | Sorana Cîrstea              |             |             |             |                        |                        |                     |                     |                           | ●                         | 0     | 1     | 0     |
| 1      | Eleni Daniïlidu             |             |             |             |                        |                        |                     |                     |                           | ●                         | 0     | 1     | 0     |
| 1      | Kimiko Date Krumm           |             |             |             |                        |                        |                     |                     |                           | ●                         | 0     | 1     | 0     |
| 1      | Vitalia Diatchenko          |             |             |             |                        |                        |                     |                     |                           | ●                         | 0     | 1     | 0     |
| 1      | Marina Erakovic             |             |             |             |                        |                        |                     |                     |                           | ●                         | 0     | 1     | 0     |
| 1      | Edina Gallovits-Hall        |             |             |             |                        |                        |                     |                     |                           | ●                         | 0     | 1     | 0     |
| 1      | Natalie Grandin             |             |             |             |                        |                        |                     |                     |                           | ●                         | 0     | 1     | 0     |
| 1      | Su-wei Hsieh                |             |             |             |                        |                        |                     |                     |                           | ●                         | 0     | 1     | 0     |
| 1      | Raquel Kops-Jones           |             |             |             |                        |                        |                     |                     |                           | ●                         | 0     | 1     | 0     |
| 1      | Johanna Larsson             |             |             |             |                        |                        |                     |                     |                           | ●                         | 0     | 1     | 0     |
| 1      | Núria Llagostera Vives      |             |             |             |                        |                        |                     |                     |                           | ●                         | 0     | 1     | 0     |
| 1      | Arantxa Parra Santonja      |             |             |             |                        |                        |                     |                     |                           | ●                         | 0     | 1     | 0     |
| 1      | Tatsiana Putxak             |             |             |             |                        |                        |                     |                     |                           | ●                         | 0     | 1     | 0     |
| 1      | Ioana Raluca Olaru          |             |             |             |                        |                        |                     |                     |                           | ●                         | 0     | 1     | 0     |
| 1      | Alicja Rosolska             |             |             |             |                        |                        |                     |                     |                           | ●                         | 0     | 1     | 0     |
| 1      | Dinara Safina               |             |             |             |                        |                        |                     |                     |                           | ●                         | 0     | 1     | 0     |
| 1      | Abigail Spears              |             |             |             |                        |                        |                     |                     |                           | ●                         | 0     | 1     | 0     |
| 1      | Vladimíra Uhlířová          |             |             |             |                        |                        |                     |                     |                           | ●                         | 0     | 1     | 0     |
| 1      | Renata Voráčová             |             |             |             |                        |                        |                     |                     |                           | ●                         | 0     | 1     | 0     |
| 1      | Jasmin Wöhr                 |             |             |             |                        |                        |                     |                     |                           | ●                         | 0     | 1     | 0     |
| 1      | Klára Zakopalová            |             |             |             |                        |                        |                     |                     |                           | ●                         | 0     | 1     | 0     |
| 1      | Shuai Zhang                 |             |             |             |                        |                        |                     |                     |                           | ●                         | 0     | 1     | 0     |
| 1      | Saisai Zheng                |             |             |             |                        |                        |                     |                     |                           | ●                         | 0     | 1     | 0     |

### Títols per estat
| Títols | País            | Grand Slams | Grand Slams | Grand Slams | Year-end championships | Year-end championships | Premier Tournaments | Premier Tournaments | International Tournaments | International Tournaments | Resum | Resum | Resum |
| Títols | País            | I           | D           | X           | I                      | D                      | I                   | D                   | I                         | D                         | I     | D     | X     |
| ------ | --------------- | ----------- | ----------- | ----------- | ---------------------- | ---------------------- | ------------------- | ------------------- | ------------------------- | ------------------------- | ----- | ----- | ----- |
| 24     | Txèquia         | 1           | 2           | 1           | 1                      |                        | 2                   | 6                   | 3                         | 8                         | 7     | 16    | 1     |
| 18     | Rússia          |             |             |             |                        |                        | 3                   | 4                   | 4                         | 7                         | 7     | 11    | 0     |
| 12     | Estats Units    |             | 1           | 1           |                        | 1                      | 2                   | 6                   |                           | 1                         | 2     | 9     | 1     |
| 10     | Espanya         |             |             |             |                        |                        |                     | 1                   | 5                         | 4                         | 5     | 5     | 0     |
| 9      | Belarús         |             |             |             |                        |                        | 1                   | 3                   | 2                         | 3                         | 3     | 6     | 0     |
| 9      | Itàlia          |             | 1           |             |                        |                        |                     |                     | 4                         | 4                         | 4     | 5     | 0     |
| 8      | Eslovènia       |             | 1           | 1           |                        |                        |                     | 4                   | 1                         | 1                         | 1     | 6     | 1     |
| 6      | Dinamarca       |             |             |             |                        |                        | 5                   |                     | 1                         |                           | 6     | 0     | 0     |
| 6      | Alemanya        |             |             |             |                        |                        | 1                   | 1                   | 3                         | 1                         | 4     | 2     | 0     |
| 6      | Kazakhstan      |             |             |             |                        |                        |                     | 3                   |                           | 3                         | 0     | 6     | 0     |
| 5      | Austràlia       | 1           |             | 1           |                        |                        |                     | 1                   | 2                         |                           | 3     | 1     | 1     |
| 5      | Polònia         |             |             |             |                        |                        | 3                   | 1                   |                           | 1                         | 3     | 2     | 0     |
| 5      | R.P. de la Xina | 1           |             |             |                        |                        | 1                   | 1                   |                           | 2                         | 2     | 3     | 0     |
| 4      | Eslovàquia      |             |             |             |                        |                        | 1                   | 1                   | 2                         |                           | 3     | 1     | 0     |
| 3      | Índia           |             |             |             |                        |                        |                     | 2                   |                           | 1                         | 0     | 3     | 0     |
| 3      | Rep. de la Xina |             |             |             |                        |                        |                     | 1                   |                           | 2                         | 0     | 3     | 0     |
| 3      | Romania         |             |             |             |                        |                        |                     |                     |                           | 3                         | 0     | 3     | 0     |
| 2      | Argentina       |             | 1           |             |                        |                        |                     |                     | 1                         |                           | 1     | 1     | 0     |
| 2      | França          |             |             |             |                        |                        | 1                   |                     | 1                         |                           | 2     | 0     | 0     |
| 2      | Sud-àfrica      |             |             |             |                        |                        |                     |                     | 1                         | 1                         | 1     | 1     | 0     |
| 2      | Ucraïna         |             |             |             |                        |                        |                     |                     |                           | 2                         | 0     | 2     | 0     |
| 1      | Bèlgica         | 1           |             |             |                        |                        |                     |                     |                           |                           | 1     | 0     | 0     |
| 1      | Sèrbia          |             |             |             | 1                      |                        |                     |                     |                           |                           | 1     | 0     | 0     |
| 1      | Hongria         |             |             |             |                        |                        |                     |                     | 1                         |                           | 1     | 0     | 0     |
| 1      | Grècia          |             |             |             |                        |                        |                     |                     |                           | 1                         | 0     | 1     | 0     |
| 1      | Japó            |             |             |             |                        |                        |                     |                     |                           | 1                         | 0     | 1     | 0     |
| 1      | Nova Zelanda    |             |             |             |                        |                        |                     |                     |                           | 1                         | 0     | 1     | 0     |
| 1      | Suècia          |             |             |             |                        |                        |                     |                     |                           | 1                         | 0     | 1     | 0     |
| 1      | Uzbekistan      |             |             |             |                        |                        |                     |                     |                           | 1                         | 0     | 1     | 0     |

## Rànquings
Les següents taules indiquen els rànquings de la WTA amb les vint millors tennistes individuals, i les deu millors parelles de la temporada 2011.

### Individual
| Rànquing individual WTA 2011 | Rànquing individual WTA 2011 | Rànquing individual WTA 2011 | Rànquing individual WTA 2011 | Rànquing individual WTA 2011 | Rànquing individual WTA 2011 |
| Pos.                         | Tennista                     | Punts                        | Torneigs                     | Ant.                         | Mov.                         |
| ---------------------------- | ---------------------------- | ---------------------------- | ---------------------------- | ---------------------------- | ---------------------------- |
| 1                            | Caroline Wozniacki           | 7485                         | 22                           | 1                            | =                            |
| 2                            | Petra Kvitová                | 7370                         | 19                           | 34                           | 32                           |
| 3                            | Viktória Azàrenka            | 6520                         | 21                           | 10                           | 7                            |
| 4                            | Maria Xaràpova               | 6510                         | 15                           | 18                           | 14                           |
| 5                            | Li Na                        | 5720                         | 18                           | 11                           | 6                            |
| 6                            | Samantha Stosur              | 5585                         | 21                           | 6                            | =                            |
| 7                            | Vera Zvonariova              | 5435                         | 22                           | 2                            | 5                            |
| 8                            | Agnieszka Radwańska          | 5250                         | 20                           | 14                           | 6                            |
| 9                            | Marion Bartoli               | 4710                         | 29                           | 16                           | 7                            |
| 10                           | Andrea Petkovic              | 4580                         | 18                           | 32                           | 14                           |
| 11                           | Francesca Schiavone          | 3900                         | 22                           | 7                            | 4                            |
| 12                           | Serena Williams              | 3180                         | 13                           | 4                            | 8                            |
| 13                           | Kim Clijsters                | 3161                         | 14                           | 3                            | 10                           |
| 14                           | Jelena Janković              | 3115                         | 22                           | 8                            | 6                            |
| 15                           | Sabine Lisicki               | 2879                         | 21                           | 179                          | 164                          |
| 16                           | Anastassia Pavliutxénkova    | 2865                         | 22                           | 21                           | 5                            |
| 17                           | Peng Shuai                   | 2800                         | 23                           | 72                           | 55                           |
| 18                           | Dominika Cibulková           | 2755                         | 22                           | 31                           | 13                           |
| 19                           | Svetlana Kuznetsova          | 2606                         | 19                           | 27                           | 8                            |
| 20                           | Flavia Pennetta              | 2490                         | 22                           | 24                           | 4                            |

#### Evolució número 1
| Tennista           | Data inici           | Data fi              | Setmanes |
| ------------------ | -------------------- | -------------------- | -------- |
| Caroline Wozniacki | Final 2010           | 13 de febrer de 2011 | 6        |
| Kim Clijsters      | 14 de febrer de 2011 | 20 de febrer de 2011 | 1        |
| Caroline Wozniacki | 21 de febrer de 2011 | Final 2011           | 45       |

### Dobles
| Rànquing dobles WTA 2011 | Rànquing dobles WTA 2011 | Rànquing dobles WTA 2011 | Rànquing dobles WTA 2011 | Rànquing dobles WTA 2011 | Rànquing dobles WTA 2011 |
| Pos.                     | Tennista                 | Punts                    | Torneigs                 | Ant.                     | Mov.                     |
| ------------------------ | ------------------------ | ------------------------ | ------------------------ | ------------------------ | ------------------------ |
| 1                        | Liezel Huber             | 9970                     | 24                       | 3                        | 2                        |
| 2                        | Květa Peschke            | 8680                     | 21                       | 5                        | 3                        |
| =                        | Katarina Srebotnik       | 8680                     | 21                       | 6                        | 4                        |
| 4                        | Lisa Raymond             | 8295                     | 21                       | 9                        | 5                        |
| 5                        | Iaroslava Xvédova        | 6805                     | 19                       | 7                        | 2                        |
| 6                        | Vania King               | 6725                     | 19                       | 4                        | 2                        |
| 7                        | Maria Kirilenko          | 6495                     | 17                       | 14                       | 7                        |
| 8                        | Flavia Pennetta          | 6135                     | 18                       | 2                        | 6                        |
| 9                        | Gisela Dulko             | 6135                     | 15                       | 1                        | 8                        |
| 10                       | Ielena Vesninà           | 5225                     | 17                       | 23                       | 13                       |
| 11                       | Sania Mirza              | 5205                     | 19                       | 61                       | 50                       |
| 12                       | Viktória Azàrenka        | 5159                     | 10                       | 44                       | 32                       |
| 13                       | Nàdia Petrova            | 4860                     | 15                       | 8                        | 5                        |
| 14                       | Andrea Hlaváčková        | 4205                     | 21                       | 45                       | 31                       |
| 15                       | Lucie Hradecká           | 4160                     | 22                       | 38                       | 23                       |
| 16                       | Agnieszka Radwańska      | 3521                     | 11                       | 27                       | 11                       |
| 17                       | Bethanie Mattek-Sands    | 3490                     | 14                       | 17                       | =                        |
| 18                       | Daniela Hantuchová       | 3361                     | 12                       | 93                       | 75                       |
| 19                       | Meghann Shaughnessy      | 3350                     | 12                       | 34                       | 15                       |
| 20                       | Zheng Jie                | 3235                     | 18                       |                          | Augment                  |

| Rànquing parelles WTA 2011 | Rànquing parelles WTA 2011                | Rànquing parelles WTA 2011 | Rànquing parelles WTA 2011 | Rànquing parelles WTA 2011 | Rànquing parelles WTA 2011 |
| Pos.                       | Parella                                   | Punts                      | Torneigs                   | Ant.                       | Mov.                       |
| -------------------------- | ----------------------------------------- | -------------------------- | -------------------------- | -------------------------- | -------------------------- |
| 1                          | Květa Peschke Katarina Srebotnik          | 10461                      | 21                         | 2                          | 1                          |
| 2                          | Liezel Huber Lisa Raymond                 | 8273                       | 16                         | −                          | Augment                    |
| 3                          | Iaroslava Xvédova Vania King              | 6890                       | 13                         | 5                          | 2                          |
| 4                          | Gisela Dulko Flavia Pennetta              | 6466                       | 15                         | 1                          | 3                          |
| 5                          | Maria Kirilenko Viktória Azàrenka         | 5490                       | 10                         |                            | Augment                    |
| 6                          | Sania Mirza Ielena Vesninà                | 4788                       | 12                         |                            | Augment                    |
| 7                          | Natalie Grandin Vladimira Uhlirova        | 3866                       | 31                         |                            | Augment                    |
| 8                          | Roberta Vinci Sara Errani                 | 3541                       | 21                         |                            | Augment                    |
| 9                          | Bethanie Mattek-Sands Meghann Shaughnessy | 3351                       | 12                         |                            | Augment                    |
| 10                         | Daniela Hantuchová Agnieszka Radwańska    | 3241                       | 10                         |                            | Augment                    |